# Farbschema

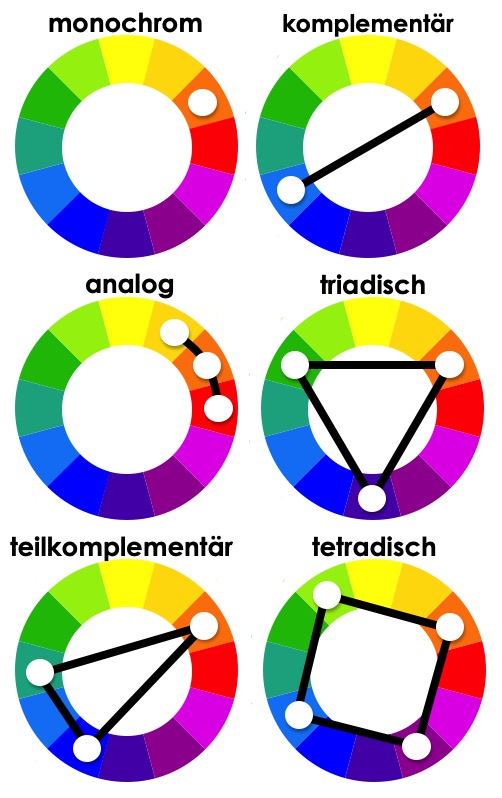
Die sechs wichtigsten Farbschemata

Das Farbschema (Farbakkordik, Farbharmonie, Farbkonzept, Farbstil) bezeichnet eine Farbbeziehung (Farbzusammenstellung) vor allem aus dem Bereich des Grafikdesigns. Farbschemata sind wichtige Bestandteile der Arbeit von Designern, Fotografen und Künstlern. Sie spielen zum Beispiel bei der Gestaltung von Aquarellen, Firmenlogos, geografischen Landkarten, Militäruniformen, stimmungsvollen Fotografien oder Webseiten eine Rolle. Für Eisenbahnwaggons, Flugzeuge oder Stadtbusse existieren Lackierungskonzepte, um den Wiedererkennungswert zu gewährleisten. Selbst Basketbälle folgen einem verbreiteten Farbschema: eine orangefarbene Oberfläche mit schwarzen Linien.
Die Farbschemata lassen sich meist mit Hilfe von Computerprogrammen an einem Farbkreis einfach und schnell ermitteln. Damit arbeiten vor allem Designer, die Farbkombinationen für die unterschiedlichsten Zwecke herstellen.

## Farbharmonie
Häufig ist von Farbharmonie die Rede. Damit ist nicht unbedingt nur die Harmonie im Sinne von Ausgewogenheit, Ebenmaß, Gleichklang, Ruhe oder Übereinstimmung gemeint. Es können ebenso gut laute, schrille, unruhige Farbzusammenstellungen gemeint sein, die dann besondere Aufmerksamkeit erregen.

## Farbschema-Arten
Die verschiedenen Farbschema-Arten unterscheiden sich im Wesentlichen nach der Anzahl der verwendeten Basisfarben (Hauptfarben).
- Das monochrome Farbschema (monochromatisches Farbschema, monochromatische Farbharmonie) beinhaltet eine Basisfarbe, die lediglich durch Weiß, Grau oder Schwarz abschattiert sein kann. Eine spezielle Form ist das achromatische Farbschema (Graustufenfarben, Hell-Dunkel-Farbschema, neutrales Farbschema, ungesättigtes Farbschema), bei dem die Basisfarbe Grau ist. Im Allgemeinen wirkt das monochrome Farbschema sehr harmonisch und ruhig. Daneben spielt die Wirkung der jeweiligen Basisfarbe eine wesentliche Rolle.
- Das komplementäre Farbschema (komplementäre Farbharmonie) ist ein Zweiklang (dichromatisches Farbschema), bei dem die Farben im Farbkreis gegenüber liegen. Die zwei kontrastierenden Farben wirken akzentuiert, laut und spannungsgeladen.

Ein Farbschema mit drei Basisfarben (Dreiklang) bietet drei Möglichkeiten:
- Das analoge Farbschema (analoge Farbharmonie) verwendet drei Farben, die im Farbkreis nebeneinander liegen. Diese Kombination aus ähnlichen Farben wirkt meist einheitlich, harmonisch und ruhig.
- Beim triadischen Farbschema (Triade) bilden die drei Farben ein gleichseitiges Dreieck im Farbkreis. Die Wirkung kann extrem, laut, schrill, plakativ sein, aber auch bunt und lebendig.
- Das teilkomplementäre Farbschema (aufgespalten oder gesplittet komplementäres Farbschema, komplementärer Dreiklang) besteht aus einer Farbe und den benachbarten Farben der Komplementärfarbe. Dieses Farbschema wirkt kräftig, aber nicht so intensiv wie das komplementäre Farbschema.

Weitere Farbschemata:
- Beim tetradischen Farbschema (Vierklang) bilden vier Farben ein Quadrat oder Rechteck im Farbkreis. Wie das triadische Farbschema wirkt auch das tetradische eher bunt, extrem und lebendig.
- Das polychrome Farbschema umfasst alle möglichen, mehr oder weniger bunten Farben. Es kann chaotisch, überfüllt, aber auch bunt, gesellig und vergnügt wirken.

Die genannten Farbschemata sind nur Orientierungshilfen. Sie bieten Ausgangspunkte für eine unendliche Anzahl von „benutzerdefinierten“ Möglichkeiten. Entscheidend ist, dass die Farbkombination die gewünschte Funktion bzw. Wirkung erfüllt.

## Entwicklung
Bereits ab 1914 bemühte sich Wilhelm Ostwald (1853–1932) Regeln für harmonische Farbzusammenstellungen aufzustellen. Er entwickelte seinen Ostwaldschen Doppelkegel. An Schnitten, eingeschriebenen Dreiecken und Verbindungslinien las er ab, welche Farbzusammenstellungen als harmonisch zu betrachten seien.
Seit den 1980er Jahren lassen sich Farben mit Hilfe von Computerprogrammen schnell zusammenstellen. Für das Zusammenklingen sind Atmosphäre, Formen, Funktion, Lage im Raum, Materialien, Oberflächenstrukturen oder Proportionen zu berücksichtigen. Wichtig ist, dass die so ermittelten Zusammenstellungen dem Gestaltungsziel genügen.